# علم السيمياء

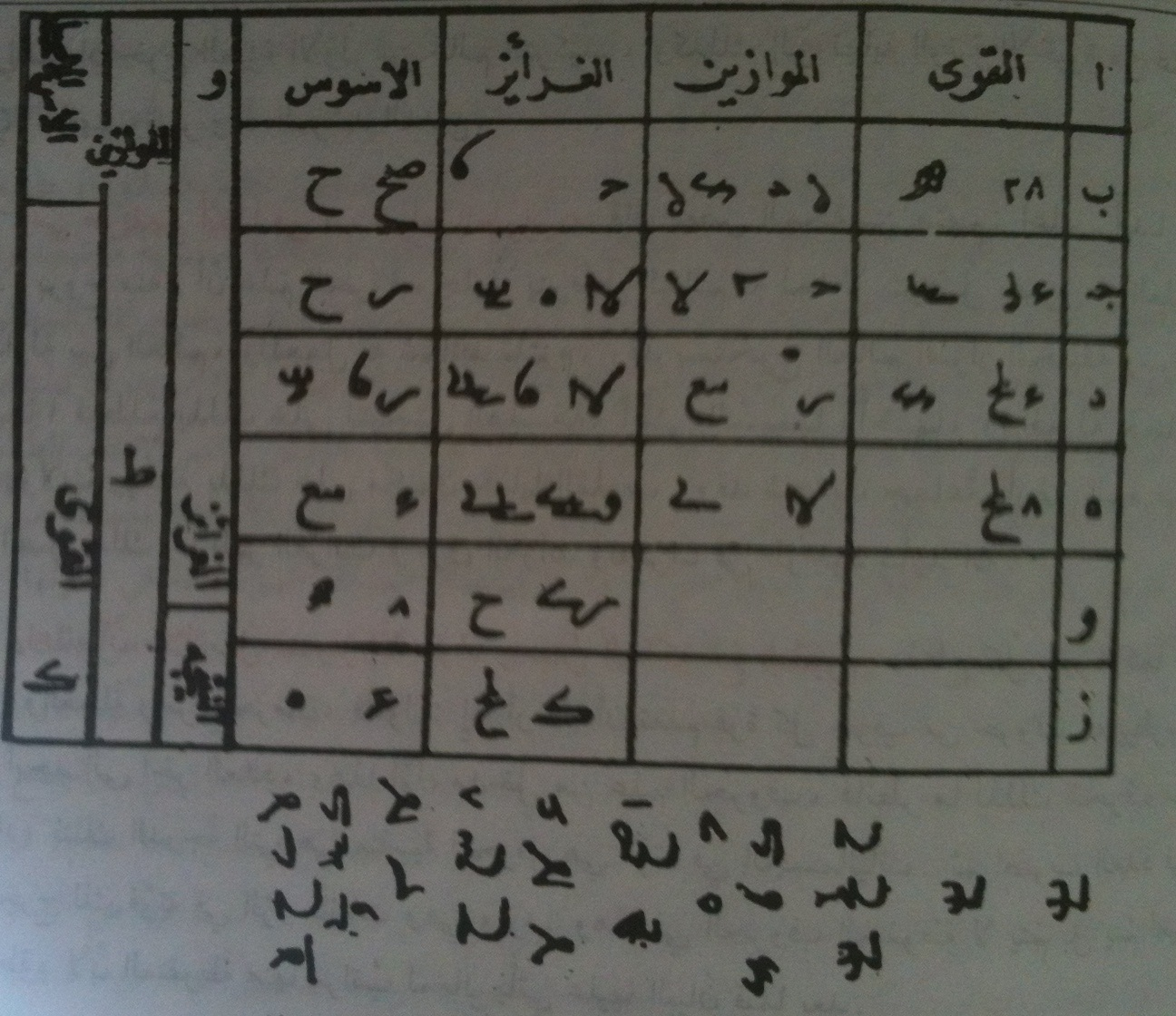
مثال عن جدول يستعمل في علم السيمياء

علم السيمياء، يقول ابن عربي، مشتق من السمة وهي العلامة أي علم العلامات التي نصبت على ما تعطيه من الانفعالات من جمع حروف وتركيب أسماء وكلمات، فمن الناس من يعطي ذلك كله في بسم الله وحده، فيقوم له ذلك مقام جميع الأسماء كلها وتنزل من هذا العبد منزلة كن وهي آية من فاتحة الكتاب ومن هنا تفعل لا من بسملة سائر السور وما عند أكثر الناس من ذلك خبر والبسملة التي تنفعل عنها الكائنات على الإطلاق هي بسملة الفاتحة وأما بسملة سائر السور فهي لأمور خاصة، وقد لقينا فاطمة بنت مثنى وكانت من أكابر الصالحين تتصرف في العالم ويظهر عنها من خرق العوائد بفاتحة الكتاب خاصة كل شئ رأيت ذلك منها وكانت تتخيل ان تلك يعرفه كل أحد وكانت تقول لي العجب ممن يعتاص عليه شيء وعنده فاتحة الكتاب لأي شيء لا يقرؤها فيكون له ما يريد.

وفي بحر الجواهر، السيميا هو علم يكون به تسخير الجن.
فالسيمياء نوع من السحر وضرب من أضربه، قال القرافي في الفروق: السحر اسم جنس لثلاثة أنواع (النوع الأول) السيمياء وهو عبارة عما يركب من خواص أرضية كدهن خاص أو مائعات خاصة أو كلمات خاصة توجب تخيلات خاصة، وإدراك الحواس الخمس أو بعضا لحقائق من المأكولات والمشمومات والمبصرات والملموسات والمسموعات، وقد يكون لذلك وجود حقيقي يخلق الله تلك الأعيان عند تلك المحاولات، وقد لا تكون له حقيقة بل تخيل صرف، وقد يستولي ذلك على الأوهام حتى يتخيل الوهم مضي السنين المتطاولة في الزمن اليسير وتكرر الفصول وتخيل السن وحدوث الأولاد وانقضاء الأعمار في الوقت المتقارب من الساعة ونحوها، ويسلب الفكر الصحيح بالكلية ويصير أحوال الإنسان مع تلك المحاولات كحالات النائم من غير فرق، ويختص ذلك كله بمن عمله له، ومن لم يعمل له لا يجد شيئا من ذلك.
فإن علم الحرف والأوفاق لم يكن معروفاً عند السلف رحمهم الله تعالى، ولم ينقل عن أحد منهم الاشتغال به سواء الصحابة أو التابعون أو أتباع التابعين، ومن أعلم وأتقى الناس بعدهم؟!، ويؤكد هذه الحقيقة ابن خلدون في (المقدمة) قال : «وهو المسمى لهذا العصر بالسيمياء، فاستعمل استعمال العام في الخاص، وحدث هذا العلم في الملة بعد صدر منها، وعند ظهور الغلاة من المتصوفة وجنوحهم إلى كشف حجاب الحس، وظهور الخوارق على أيديهم...». 

وقال ابن خلدون في (المقدمة): فأما سر التناسب الذي بين هذه الحروف وأمزجة الطبائع، أو بين الحروف والأعداد، فأمر عسير على الفهم، إذ ليس من قبيل العلوم والقياسات، وإنما مستندهم فيه الذوق والكشف !!. 

و قال البوني : و لا تظن أن سر الحروف مما يتوصل اليه بالقياس العقلي، و انما هو بطريق المشاهدة و التوفيق الإلهي.

بل لم يعتبر به أحد من العلماء المتأخرين الراسخين المحققين، وإنما المعروف عنهم تضليلهم لمزاوله في تفسير القرآن وتاريخ الأمور الغيبية، ومن ذلك قول الإمام الذهبي : قد جاءت النصوص في فناء هذه الدار وأهلها، ونسف الجبال، وذلك تواتره قطعي لا محيد عنه، ولا يعلم متى ذلك إلا الله، فمن زعم أنه يعلمه بحساب، أو بشيء من علم الحرف، أو بكشف، أو بنحو ذلك فهو ضال مضل.

وهو محرم لا يجوز تعاطيه ولا تعلمه، قال الذهبي: والعلم الذي يحرم تعلمه ونشره ... علم السحر والسيمياء والكيمياء والشعوذة.

وفيه يقول العلوي الشنقيطي:
 [بحاجة لمصدر]
             ومن علوم الشر علم الجدول               والسيمياء والكيمياء والهيكل.